# 賽亞馬茲加瓦巴爾村
賽亞馬茲加瓦巴爾村（波斯語：سياه مرزگوابر），是伊朗吉兰省阿姆拉什县中央區南阿姆拉什鄉的一个村。2006年人口普查顯示該村人口为81人，分佈在24个家庭中。